# Participio
El participio es, en gramática, la forma no personal del verbo que este toma para funcionar como adjetivo sin perder del todo su naturaleza verbal. Esta condición de participar de ambas naturalezas es la que da origen a su nombre, tal como afirmaba el Diccionario de la lengua española de la RAE  en algunas de sus ediciones anteriores. En muchas lenguas indoeuropeas, como el latín, existe más de un participio.

## Clases
- En español existe una clase de participio reconocido actualmente como forma verbal, al que se denomina simplemente participio. Hasta recientes ediciones de la RAE , se le denominaba como «participio pasivo», o de «pretérito», por indicar una acción pasada o inmediatamente pasada, en sentido gramatical (ejemplos: pensado, ausentado, dormido). Este también es diferente al copretérito.

- Se ha denominado tradicionalmente «participio activo», o participio de «presente», a la palabra acabada en -"nte", que denota la acción del verbo, en sentido gramatical. Muchos proceden de participios de presente latinos y hoy se integran, en su mayor parte, en la clase de los adjetivos, (alarmante, permanente, balbuciente...), o de los sustantivos, (cantante, estudiante, presidente...); algunos se han convertido en preposiciones, (durante, mediante...), o en adverbios, (bastante, no obstante...).

- El «participio futuro» existe en algunas lenguas, (se muestran más abajo las versiones activa y pasiva del latín). En castellano, la propia palabra «futuro» es el único adjetivo en uso regular que, derivado de un participio de futuro latino, (activo), mantenga actualmente un sentido semejante al que tenía en latín. Tiene también valor de sustantivo, y procede de fut-urus: «que va a ser, que va a suceder», del tema fut del verbo sum. Otro sería «venturo», que procede de venturus.

- También existe la denominación de «participio absoluto» para referirse a la construcción subordinada, dentro de otra oración, en la que el participio tiene su propio sujeto, con el que únicamente concuerda. Este sujeto no desempeña ninguna otra función en la oración principal, en la que la construcción se encuentra enclavada (ejemplo: Los jugadores, roto el empate, despertaron de su letargo).

## Participio del español
La forma verbal de participio en castellano procede del participio de pasado latino; se perdieron como formas verbales, las correspondientes al participio de presente y de futuro, aunque hubo algún intento de introducir el de presente en la lengua culta del siglo X. Actualmente el participio es siempre pasivo en castellano y no posee formas compuestas; como es pasivo, puede llevar complementos agentes, ('amado por alguien ', por ejemplo). Denota siempre tiempo pasado y aspecto perfectivo, y sirve para formar los tiempos compuestos o perfectos de la conjugación regular en castellano, ('he cantado una canción', 'había venido ', 'habré temido '...), para conjugar la voz pasiva, ('la canción ha sido cantada por mí'), para formar oraciones subordinadas ('dicho esto, se murió', por ejemplo) absolutas o no, y para calificar a sustantivos, ('el libro prestado era bueno').
Por su construcción, existen dos tipos de participios en castellano: los regulares y los irregulares:
- Los regulares se construyen de la siguiente manera: lexema del verbo + vocal inductora + vocal temática + morfema de participio + morfema de género + morfema de número. Los de la primera conjugación terminan en -ado/a y los de la segunda y tercera en -ido/a: de cantar, cantado; de temer, temido; de partir, partido.
- Los participios irregulares ven desfigurado el lexema y, al ser más próximos de las formas latinas, ocultan el morfema de participio: de hacer, hecho; de ver, visto; de escribir, escrito.
- Existen verbos que poseen ambas formas: una para formar los tiempos compuestos (he freído[2] la carne; ojalá haya imprimido el trabajo, por ejemplo), y otra que tiene función adjetiva (el huevo frito; el libro impreso), y proveer (proveído/provisto), con sus respectivos derivados. Los dos participios pueden utilizarse indistintamente en la formación de los tiempos compuestos y de la pasiva perifrástica:
  - Hemos imprimido veinte ejemplares / Hemos impreso veinte ejemplares
  - Se había proveído de víveres / Se había provisto de víveres
  - Nunca había freído un huevo / Nunca había frito un huevo.

Ejemplos de participios terminados en "-ado" (los verbos infinitivo de primera conjugación, que terminan en -ar):
- Cantar: Cantado
- Bailar: Bailado
- Amar: Amado
- Desear: Deseado
- Limpiar: Limpiado

Ejemplos de participios terminados en "-ido" (los verbos infinitivos de segunda conjugación, en -er e -ir):
- Ir: Ido
- Vivir: Vivido
- Reír: Reído
- Beber: Bebido
- Creer: Creído
- Leer: Leído
- Tejer: tejido

### Algunas excepciones
Ejemplos de participios terminados en "-to"
| Verbo infinitivo | Participio |
| --- | ---------- |
| Abrir | Abierto    |
| Absolver | Absuelto   |
| Cubrir (y derivados: descubrir, encubrir, recubrir) | Cubierto   |
| Disolver | Disuelto   |
| Escribir (y derivados: reescribir, sobrescribir, transcribir) | Escrito    |
| Morir | Muerto     |
| Poner (y derivados: anteponer, componer, contraponer, deponer, descomponer, disponer, exponer, imponer, indisponer, interponer, oponer, posponer, presuponer, proponer, reponer, sobreponer, suponer, trasponer, yuxtaponer) | Puesto     |
| Resolver | Resuelto   |
| Romper (el derivado corromper es regular, con participio en corrompido) | Roto       |
| Ver (y derivados: entrever, prever) | Visto      |
| Volver (y derivados: devolver, envolver, revolver) | Vuelto     |

Ejemplos de participios terminados en "-cho"
| Verbo infinitivo | Participio       |
| --- | ---------------- |
| hacer (antiguo facer) (y derivados: contrahacer, deshacer, rehacer, satisfacer)                                                                  | hecho (o -fecho) |
| decir (y derivados: contradecir, desdecir, predecir... los derivados bendecir y maldecir son regulares, con participio en bendecido y maldecido) | dicho            |

Participios con dos formas
| Verbo infinitivo | Forma irregular | Forma regular |
| ---------------- | --------------- | ------------- |
| Freír            | Frito           | Freído        |
| Imprimir         | Impreso         | Imprimido     |
| Proveer          | Provisto        | Proveído      |

No debe asimilarse el caso de estos participios verbales irregulares con el del nutrido grupo de adjetivos procedentes de participios latinos, como abstracto, atento, bendito, concluso, confeso, confuso, converso, correcto, corrupto, despierto, difuso, electo, enjuto, excluso, exento, expreso, extinto, fijo, harto, incluso, inverso, junto, maldito, manifiesto, nato, poseso, preso, presunto, recluso, salvo, suelto, sujeto, suspenso, tinto, etc. Algunas de estas formas pueden haber funcionado como participios verbales en épocas pasadas del idioma, pero hoy funcionan solamente como adjetivos y, por lo tanto, no se usan en la formación de los tiempos compuestos ni de la voz pasiva de los verbos correspondientes (no se dice *Han contracto matrimonio o *Son correctos por el profesor, sino Han contraído matrimonio o Son corregidos por el profesor). Por lo tanto, la consideración de estos verbos como "verbos con doble participio" carece de justificación.

## El participio en otras lenguas

### Latín
En latín existen cuatro participios, dos activos y dos pasivos.
- El participio activo de presente equivale al gerundio español y, menos frecuentemente, al participio activo. Se llama así porque se forma sobre el tema de presente de los verbos, al que se añaden las desinencias correspondientes a los distintos casos. Los participios de presente latinos se enuncian con las terminaciones -ns y -ntis, y se declinan como sustantivos de la tercera declinación con tema en -i: amans, amantis.
- El participio activo de futuro tiene un valor de adjetivo de acción futura, terminado en -urus, -ura o -urum; por ejemplo: laudaturus, ‘que loará’. Se declinan como los sustantivos de la primera y segunda declinación.
- El participio pasivo de pasado corresponde al participio propiamente dicho del español: laudatus, ‘[el que ha sido] loado’.
- El participio pasivo de futuro termina en -ndus, -nda o -ndum y expresa una acción pasiva del futuro: laudandus, ‘para ser loado’ o ‘el que ha de ser loado’. También se usa esta forma junto a la conjugación del verbo sum para indicar obligación de una acción en el futuro: consilium capiendum est mihi, ‘tengo que tomar la decisión’; delenda est, ‘ella ha de ser destruida’.

### Inglés
En el idioma inglés existen dos participios:
1.- El participio presente (present participle), equivalente al gerundio en castellano, y que se forma agregando el sufijo -ing a la raíz del verbo, pudiendo modificarla o no. Ejemplos:
- to make (hacer) → making (haciendo)
- to do (hacer) → doing (haciendo)

2.- El participio pasado (past participle), igual al participio pasado castellano, y que en los verbos regulares se forma con la adición del sufijo -ed a la raíz verbal, modificada o no. En cuanto a los irregulares, estos presentan su propia variación cada uno. Ejemplos:
- Verbos regulares
  - to work (trabajar) → worked (trabajado)
  - to live (vivir) → lived (vivido)
- Verbos irregulares
  - to go (ir) → gone (ido)
  - to drink (beber) → drunk (bebido)
  - to make (hacer) → made (hecho)
  - to do (hacer) → done (hecho)

### Esperanto
En el esperanto existen seis participios, tres activos y tres pasivos. Cada uno de ellos se puede adaptar a los 3 tiempos verbales básicos, dando la posibilidad de expresar un verbo en 18 formas distintas.

#### Voz activa
- Participio Presente Activo: Se cambia la terminación -i del infinitivo por -anta.

Ejemplo:
mi estas amanta → "yo estoy amando"
mi estis amanta → "yo estuve amando"
mi estos amanta → "yo estaré amando"
- Participio Pasado Activo: Se cambia la terminación -i del infinitivo por -inta.

Ejemplo:
mi estas aminta → "yo he amado"
mi estis aminta → "yo hube amado"
mi estos aminta → "yo habré amado"
- Participio Futuro Activo: Se cambia la terminación -i del infinitivo por -onta.

Ejemplo:
mi estas amonta → "yo estaré amando"
mi estis amonta → "yo iba a amar"
mi estos amonta → "yo seré alguien que amará"

#### Voz pasiva
Participio Presente Pasivo: Se cambia la terminación -i del infinitivo por -ata.
Ejemplo:
mi estas amata → "Yo soy amado" / "yo estoy siendo amado"
mi estis amata → "yo fui amado"
mi estos amata → "yo seré amado"
Participio Pasado Pasivo: Se cambia la terminación -i del infinitivo por -ita.
Ejemplo:
mi estas amita → "yo he sido amado"
mi estis amita → "yo hube sido amado"
mi estos amita → "yo habré sido amado"
Participio Futuro Pasivo: Se cambia la terminación -i del infinitivo por -ota.
Ejemplo:
mi estas amota → "yo seré amado"
mi estis amota → "yo iba a ser amado"
mi estos amota → "yo habré de ser amado"